# Catalina Antónovna de Brunswick
Catalina Antónovna de Brunswick (San Petersburgo, 26 de julio de 1741 - 9 de abril de 1807), hija del príncipe Antonio Ulrico de Brunswick-Wolfenbuttel y de la princesa y Gran Duquesa Ana Leopóldovna de Mecklenburg-Schwerin. Hermana del zar Iván VI de Rusia.

## Primeros años
Nació en San Petersburgo, el 26 de julio de 1741, pocos días antes de la disposición y encarcelación de su hermano Iván VI y de su familia por la emperatriz Isabel I de Rusia. 

## Encarcelamiento
Un golpe de Estado provocó la disposición de su hermano Iván VI, y llevó al trono a Isabel I, hija de Pedro I, el 6 de diciembre de 1741. Catalina y su familia fueron encarcelados en la fortaleza de Dunamunde (actualmente en Riga) el 13 de diciembre, después de una previa detención en Riga, donde la nueva Emperatriz había decidido primero enviarlos a Brunswick.
Catalina se volvió sorda, después de sufrir una caída durante el caos del golpe de la emperatriz Isabel, y al igual que sus hermanos, estaba enferma y sufría de ataques de convulsiones durante gran parte de su vida.

## Liberación
Ella y sus tres hermanos sobrevivientes fueron puestos en libertad bajo la custodia de su tía, la reina viuda Juliana María de Brunswick-Wolfenbüttel, el 30 de junio de 1780, y se establecieron en Jutlandia. Allí vivieron bajo arresto domiciliario en Horsens por el resto de su vida bajo la tutela de Juliana y a expensas de Catalina. A pesar de que eran prisioneros, vivieron en relativa comodidad y retenían una pequeña "corte" de entre 40 y 50 personas, todas de Dinamarca.

## Ascendencia
| Catalina Antónovna de Brunswick | Padre: Antonio Ulrico de Brunswick-Wolfenbuttel | Abuelo paterno: Fernando Alberto II de Brunswick-Wolfenbüttel | Bisabuelo paterno: Fernando Alberto I, duque de Brunswick-Lüneburg |
| Catalina Antónovna de Brunswick | Padre: Antonio Ulrico de Brunswick-Wolfenbuttel | Abuelo paterno: Fernando Alberto II de Brunswick-Wolfenbüttel | Bisabuela paterna: Cristina de Hesse-Eschwege                      |
| Catalina Antónovna de Brunswick | Padre: Antonio Ulrico de Brunswick-Wolfenbuttel | Abuela paterna: Antonieta Amalia de Brunswick-Wolfenbüttel    | Bisabuelo paterno: Luis Rodolfo de Brunswick-Luneburgo             |
| Catalina Antónovna de Brunswick | Padre: Antonio Ulrico de Brunswick-Wolfenbuttel | Abuela paterna: Antonieta Amalia de Brunswick-Wolfenbüttel    | Bisabuela paterna: Cristina Luisa de Oettingen-Oettingen           |
| Catalina Antónovna de Brunswick | Madre: Ana Leopóldovna de Mecklenburg-Schwerin  | Abuelo materno: Carlos Leopoldo de Mecklemburgo-Schwerin      | Bisabuelo materno: Federico de Mecklemburgo-Grabow,                |
| Catalina Antónovna de Brunswick | Madre: Ana Leopóldovna de Mecklenburg-Schwerin  | Abuelo materno: Carlos Leopoldo de Mecklemburgo-Schwerin      | Bisabuela materna: Cristina de Hesse-Homburg                       |
| Catalina Antónovna de Brunswick | Madre: Ana Leopóldovna de Mecklenburg-Schwerin  | Abuela materna: Catalina Ivanovna de Rusia                    | Bisabuelo materno: Iván V de Rusia                                 |
| Catalina Antónovna de Brunswick | Madre: Ana Leopóldovna de Mecklenburg-Schwerin  | Abuela materna: Catalina Ivanovna de Rusia                    | Bisabuela materna: Praskovia Saltykova                             |